# Предраг Поповић (сниматељ)
Предраг Пега Поповић (Београд, 3. јануар 1943) српски је сниматељ и директор фотографије.
Право филмско искуство стекао је као 17-годишњак кроз киноаматерски курс у Кино клуб Београд (ту су предавачи били Владета Лукић, Драгољуб Ивков, Марко Бабац).
Већ почетком 1960-их кадрови Кино клуба су били ангажовани за рад на ТВ па и Пега Поповић ( као ђак је снимао прилоге за спортску редакцију, дечју редакцију, прилоге са сминања филмова за ТВ Загреб).
Крајем 1961. године матурира и уписује студије електротехнике.
Већ 1966. године пред зградом Електротехничког факултета среће тада студенте режије на универзитету у Прагу Срђана Карановића и Горана Марковића који га убеђују да упише студије у Прагу (ФАМУ) где постоји одсек за филмску камеру што је на крају и учинио.
Током Прашког пролећа 1968 године са чешким колегама је снимао демонстрације у Прагу и самоспаљивање Јана Палаха.
Са њим су студирали и познати редитељи Лордан Зафрановић ( први играни филм Недјеља који су заједно урадили, низ документарних и кратких филмова ), Срђан Карановић (кратки тв филмови Ствар срца, Апотекарица), Рајко Грлић.
Током 1970. године позива га познати редитељ Душан Макавејев да са њим и до тада искусним сниматељем Александром Петковићем оде у Америку да сниме документарни део филма о Вилхелму Рајху а по повратку самостално ради као главни сниматељ на наставку кроз играни део под називом Мистерије организма.
Марта 1971. године дипломира на факултету у Прагу као први филмски југословенски сниматељ где представља југословенску филмску фотографију са анализом радова два до тада наистакнутија сниматеља у Југославији Александра Петковића и Томислава Пинтера.
Оснивач је катедре за филмску камеру (одсек колор фотографија) на ФДУ у Београду где је радио као асистент и наставник а са знањем и филмским искуством које је поседовао, школске 1972/73. предаје и прави програм за главни предмет на трећој години Колор кинематографија.
Године 1971. добија позив од Николе Поповића познатог југословенског продуцента и директора продукције филма Сутјеска да ради као сниматељ друге камере на том пројекту.
После завршетка снимања филма Сутјеска враћа се у Београд где са екипом на челу са Зором Кораћ (уредник у ТВБ) учествује у припреми и успостављању Другог програма ТВБ.
Завршивши сниматељски рад на филму Мирко и Славко из 1973. добија понуду од Жике Митровића да ради као директор фотографије филм Ужичка република чије је снимање трајало 9 месеци и овенчано наградом у Пули Златном ареном за најбољи филм 1974. године.
Сарађивао је са Драганом Кресојом чији је готово цео филмски опус снимио: филмове Још овај пут ( на фестивалу у Пули добио Кодакову награду за фотографију), Крај рата (југословенски кандидат за Оскара 1985. године), Октобарфест (визуелно најлепши филм снимњен у Београду), Оригинал фалсификата ( кандидат за Оскара 1991. године), Пун месец над Београдом.
Снимио је и филмове Миће Милошевића (Није него, Мољац), филм Милана Јелића Тигар, филм Дејана Караклајића Ерогена зона, први део музичке комедије Хајде да се волимо из 1987, трећи и четврти наставак хит комедије Тесна кожа.
Добитник је Златне Минозе за најбољу фотографију на фестивалу у Херцег Новом за филм Кордон.
Редовни је професор на ФДУ. Живи и ради у Београду.

## Филмографија
| Год.     | Назив                             | Улога                 |
| -------- | --------------------------------- | --------------------- |
| 1960.-те |                                   |                       |
| 1969.    | Недјеља                           | директор фотографије  |
| 1970.-те |                                   |                       |
| 1970.    | Необавезно                        | сниматељ              |
| 1971.    | Бели зечеви (ТВ)                  | директор фотографије  |
| 1971.    | Мистерије организма               | директор фотографије  |
| 1972.    | Стефан Дечански (ТВ)              | директор фотографије  |
| 1972.    | Мајстори (ТВ)                     | сниматељ              |
| 1972.    | Убиство у ноћном возу (ТВ)        | директор фотографије  |
| 1972.    | Како су се волеле две будале (ТВ) | директор фотографије  |
| 1973.    | Кроника једног злочина            | директор фотографије  |
| 1973.    | Сутјеска (филм)                   | сниматељ друге камере |
| 1973.    | Похвала Исланду (ТВ)              | сниматељ              |
| 1973.    | Мирко и Славко                    | директор фотографије  |
| 1973.    | Сан доктора Мишића                | директор фотографије  |
| 1974.    | Ужичка република (филм)           | директор фотографије  |
| 1975.    | Ужичка република (серија)         | директор фотографије  |
| 1976.    | Грешно дете (ТВ)                  | директор фотографије  |
| 1976.    | Фронташ (ТВ)                      | директор фотографије  |
| 1976.    | Спиритисти (ТВ)                   | сниматељ друге камере |
| 1978.    | Није него                         | директор фотографије  |
| 1978.    | Тигар (филм)                      | директор фотографије  |
| 1979.    | Ујед (ТВ)                         | директор фотографије  |
| 1979.    | Усијање                           | директор фотографије  |
| 1980.-те |                                   |                       |
| 1980.    | Дошло доба да се љубав проба      | директор фотографије  |
| 1981.    | Дувански пут (ТВ)                 | директор фотографије  |
| 1981.    | Ерогена зона                      | директор фотографије  |
| 1981.    | Љуби, љуби, ал' главу не губи     | директор фотографије  |
| 1982.    | 13. јул (филм)                    | директор фотографије  |
| 1983.    | Још овај пут                      | директор фотографије  |
| 1983.    | Мољац (филм)                      | директор фотографије  |
| 1984.    | Крај рата                         | директор фотографије  |
| 1986.    | Протестни албум                   | директор фотографије  |
| 1987.    | Октоберфест (филм)                | директор фотографије  |
| 1987.    | Заљубљени                         | директор фотографије  |
| 1987.    | Хајде да се волимо                | директор фотографије  |
| 1988.    | Тајна манастирске ракије          | директор фотографије  |
| 1988.    | Тесна кожа 3                      | директор фотографије  |
| 1990.-те |                                   |                       |
| 1991.    | Оригинал фалсификата              | директор фотографије  |
| 1991.    | Тесна кожа 4                      | директор фотографије  |
| 1992.    | Полицајац са Петловог брда        | директор фотографије  |
| 1993.    | Пун месец над Београдом           | сниматељ друге екипе  |
| 2000.-те |                                   |                       |
| 2002.    | Кордон                            | директор фотографије  |
| 2008.    | Неки чудни људи (ТВ)              | директор фотографије  |